# Oude Riet (Westerkwartier)

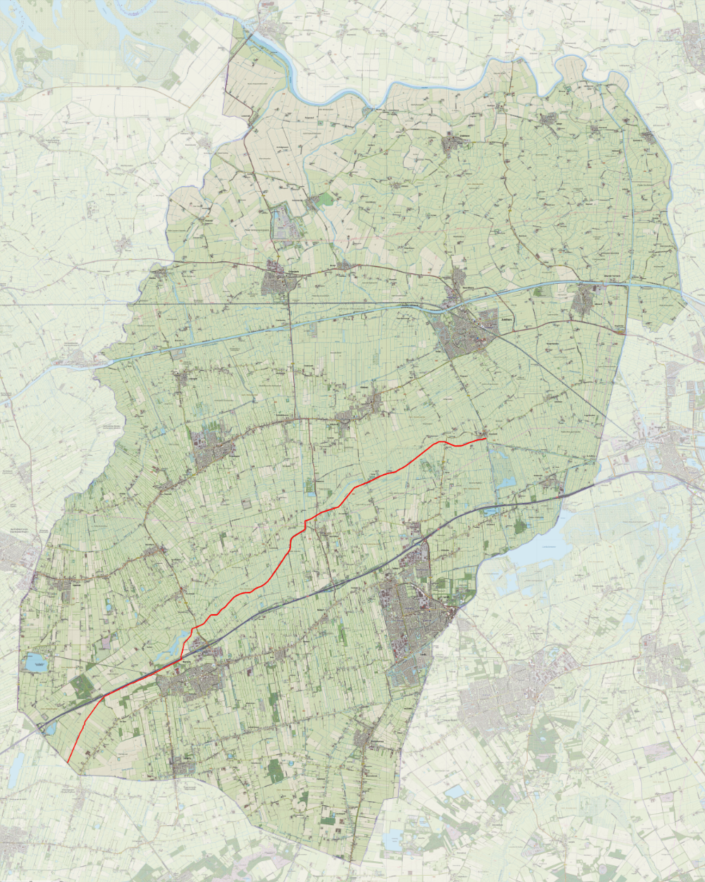
Hedendaagse loop van het Oude Riet (rood) in de gemeente Westerkwartier

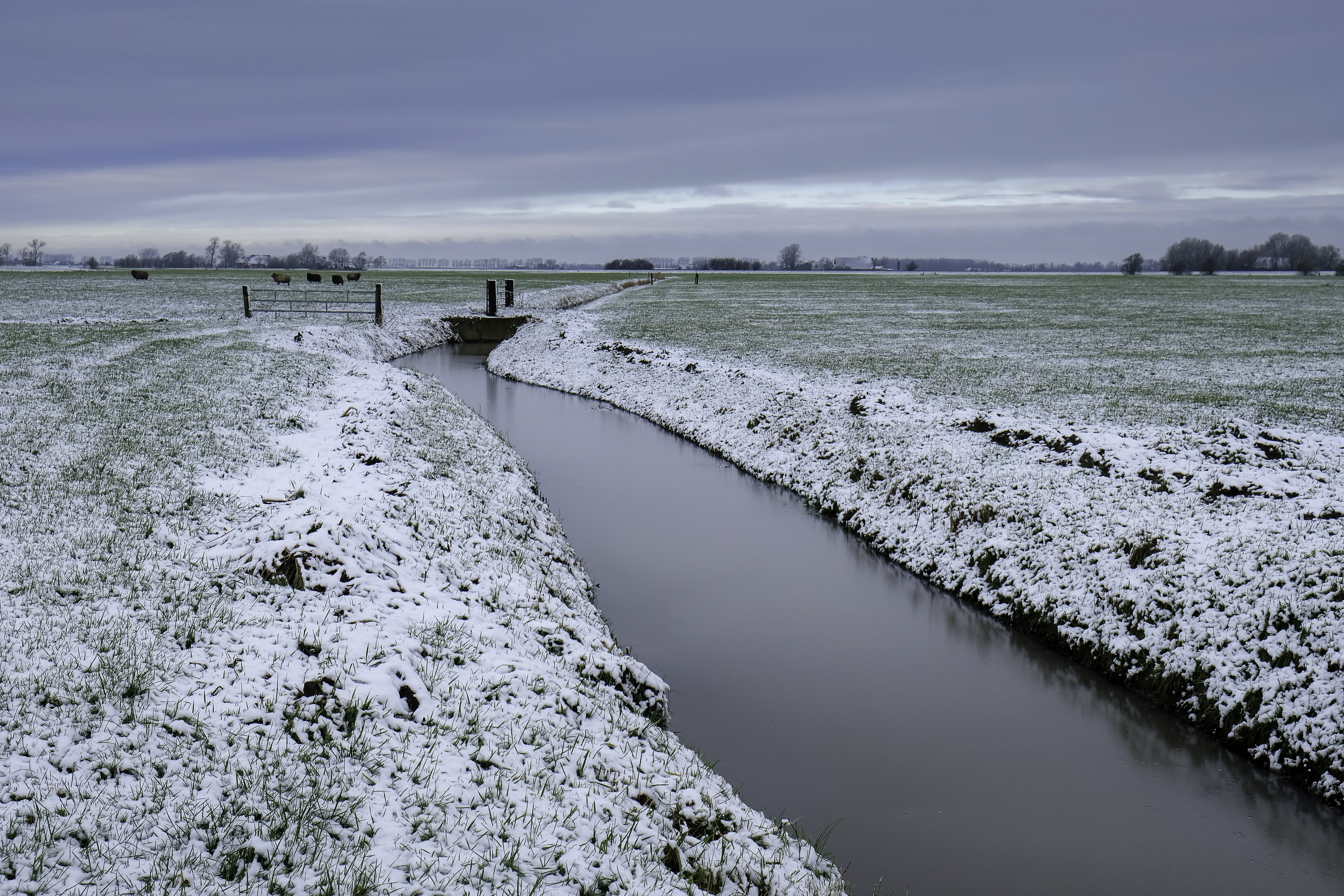
Zuidhorner Oostertocht gezien vanaf het fietspad tussen de Zuiderburen en Den Horn

De Oude Riet of Oude Rijt is een voormalige rivier in het Westerkwartier in de Nederlandse provincie Groningen. De bovenloop wordt ook wel Oude Diep genoemd. De gehele Oude Riet vormde tussen 1811 en 1990 de grens tussen landstreken Vredewold en Langewold en Humsterland en mede tussen de voormalige gemeenten Oldehove en Zuidhorn.

## Bovenloop
De Oude Riet of het Oude Diep vond haar oorsprong nabij het voormalige klooster Trimunt aan de grens tussen Groningen en Friesland (de Skieding).  Via Marum stroomde het eerst naar het noordoosten. Vanaf Balktil tot aan Boerakker werd het later vergraven tot het (Oude) Dwarsdiep. Van Boerakker via 't Kret tot aan Enumatil werd de loop vergraven tot de (Enumatilster) Matsloot. Een gegraven zijtak was het Wolddiep of Langsdiep (1385) welke via Gaarkeuken richting Kommerzijl liep. De oude loop van de Oude Riet is ten noorden van de Matsloot deels te zien in het reliëf van het landschap, zoals ten noorden van 't Kret, de Dijkstreek en ten noorden van de Dorpstraat bij Enumatil. De kleibodem van de Oude Riet steekt daar als een honderden meters brede Inversierug boven het landschap uit. Bij Enumatil loopt het gekanaliseerde deel uit op het Hoendiep. De oude loop zet zich echter voort in de verkaveling ten noorden van het dorp. Iets ten noordoosten van dit dorp vervolgt de loop haar weg als achtereenvolgens de Zuidertocht, de Zuidhorner Oostertocht en de Zuidhorner Zuidertocht. 

## Benedenloop
Via de Zuidhorner Zuidertocht en de Zuidhorner Oostertocht, ten zuidoosten van Zuidhorn, aan de oostzijde van De Gast, de oude keileemrug (uitloper van de Rolderrug) waarop Noord- en Zuidhorn liggen, verliep de benedenloop van de Oude Riet oorspronkelijk naar het noorden, door het landschap Middag. Deze loop werd echter verbroken toen in de vroege middeleeuwen een getijdengeul vanuit de toen ontstane Lauwerszee doorbrak in het land en zo in contact kwam met de loop van de Oude Riet. Deze nieuwe geul zorgde ervoor dat de oude monding naar het noorden langzaam dichtslibde, hetgeen nog werd versterkt door de inbraak door de Kliefsloot vanuit het noorden. De oude noordelijke benedenloop is nog zichtbaar aan een laagte in het landschap en wordt ook wel Middagster Riet genoemd.
De latere benedenloop deed de Oude Riet aldus afbuigen naar het westen, om De Gast heen. (Sinds de jaren 1930 blokkeert het Van Starkenborghkanaal de Zuidhorner Zuidertocht ten oosten van Zuidhorn. Aan westzijde van dit kanaal vervolgt de Oude Riet haar loop gekanaliseerd.) Ten noorden van Noordhorn wordt de oude loop van de Oude Riet vervolgd. Hier vormt de Oude Riet de zuidgrens van het Humsterland. De Oude Riet wordt hier naar het gehucht Balmahuizen ook wel Balmahuisterriet of Balmahuisterrijte genoemd. Ten noorden van Niezijl stroomt de Oude Riet in het Kommerzijlsterdiep, de gekanaliseerde benedenloop van de Oude Riet. Het Kommerzijlsterdiep werd rond 1600 afgedamd met een sluis, die de 'Kommer-' of 'Opslachterzijl' werd genoemd, waaromheen het dorp Kommerzijl ontstond. Buiten de dijk waarin deze sluis werd gelegd zet de Oude Riet zich thans nog voort als de Kommerzijlsterriet die (sinds 1909 bij Electra) uitmondt in het Reitdiep.

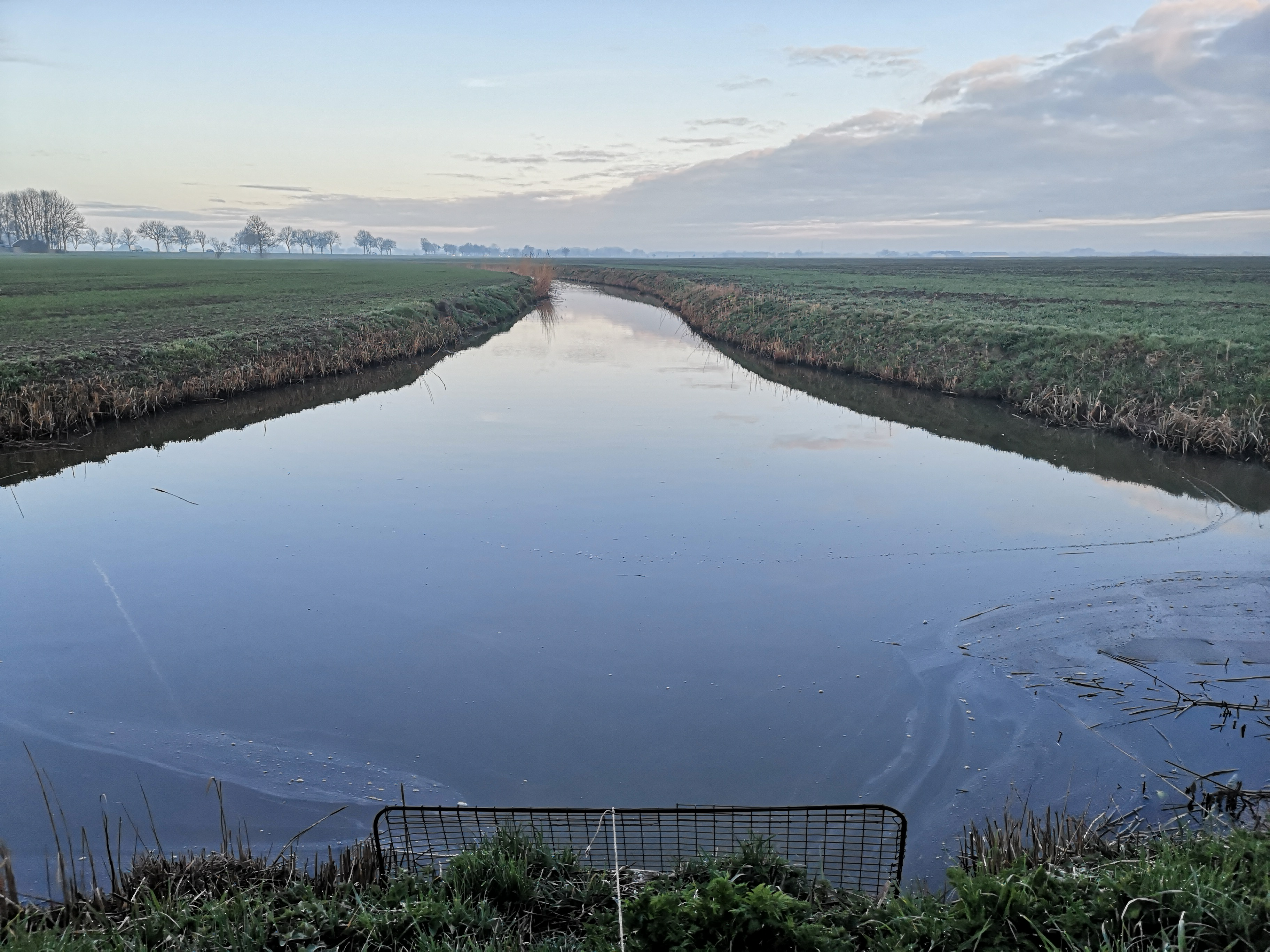
De Oude Riet vanaf de Balmahuisterweg naar het oosten
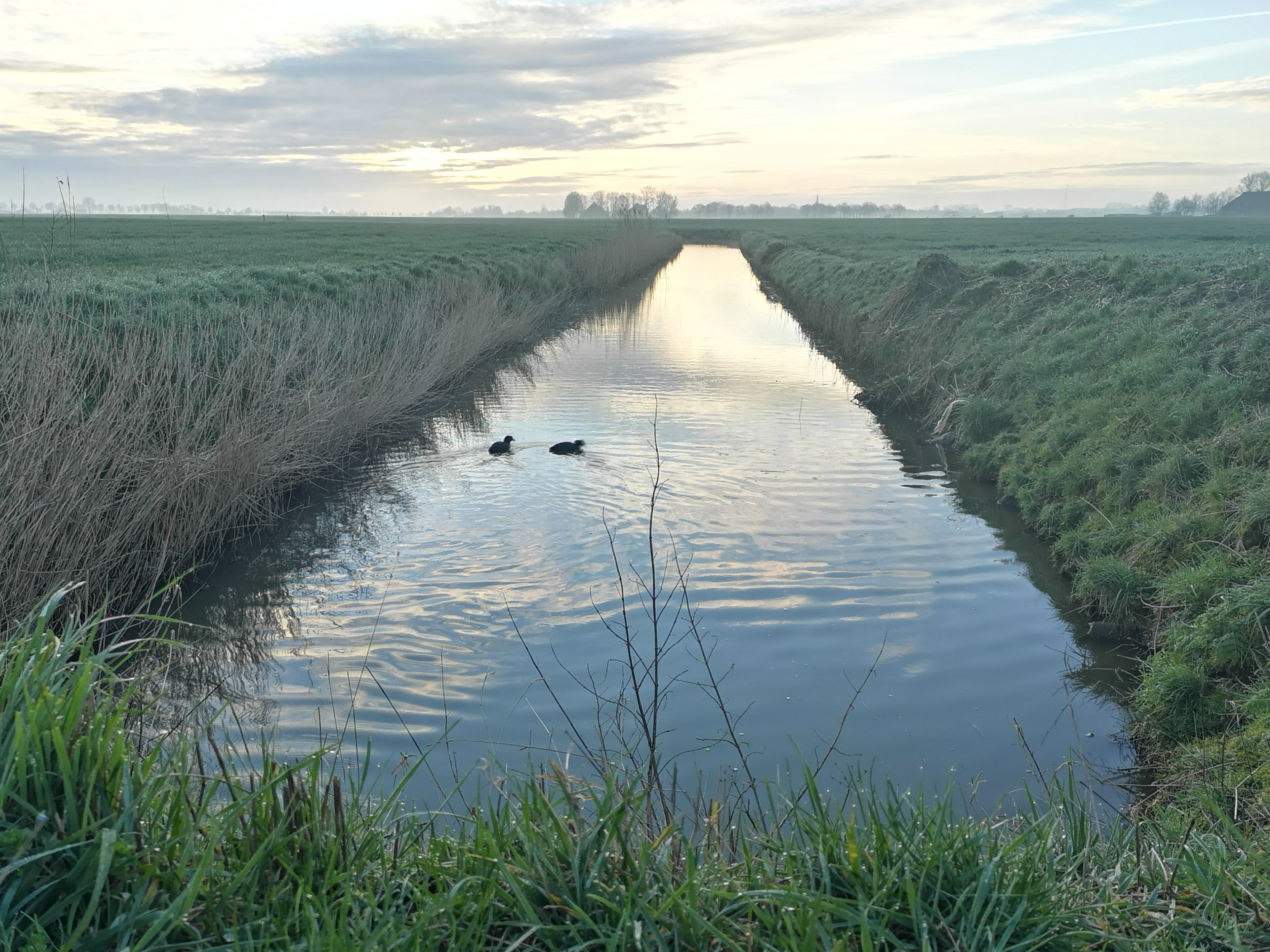
De Oude Riet vanaf de Balmahuisterweg naar het westen